# Guillermo Hernández Rojas
Guillermo Hernández Rojas (San Carlos; 3 de abril de 1943) es un exfutbolista costarricense que jugaba como defensa. Fue entrenador de su exequipo Deportivo Saprissa en 1976 y 1986-1987 y en la Segunda División de Costa Rica del Santa Bárbara y el AD Yuba Paniagua.

## Trayectoria
Es apodado "coco" y empezó como jugador del club de su provincia natal, la AD San Carlos cuando tenía 17 años, ganando la Tercera y Segunda División, hasta ascender a la máxima categoría del fútbol costarricense. Cuando su equipo descendió en 1970, fichó por el Deportivo Saprissa, con quien ganó varios títulos y se retiró definitivamente en 1978.

## Selección nacional
Fue integrante de la selección de Costa Rica en el Campeonato de Naciones de la Concacaf de Trinidad y Tobago 1971, y aunque no jugó ni un partido, fue ganador de la medalla de bronce.

### Participaciones en Campeonatos Concacaf
| Copa                                          | Sede              | Resultado     | Part. | Goles |
| --------------------------------------------- | ----------------- | ------------- | ----- | ----- |
| Campeonato de Naciones de la Concacaf de 1971 | Trinidad y Tobago | Tercer puesto | 0     | 0     |

## Palmarés

### Títulos nacionales
| Título               | Equipo     | País       | Año  |
| -------------------- | ---------- | ---------- | ---- |
| Tercera División     | San Carlos | Costa Rica | 1964 |
| Segunda División     | San Carlos | Costa Rica | 1965 |
| Primera División     | Saprissa   | Costa Rica | 1972 |
| Torneo de Copa       | Saprissa   | Costa Rica | 1972 |
| Primera División     | Saprissa   | Costa Rica | 1973 |
| Primera División     | Saprissa   | Costa Rica | 1974 |
| Primera División     | Saprissa   | Costa Rica | 1975 |
| Campeón de Campeones | Saprissa   | Costa Rica | 1976 |
| Primera División     | Saprissa   | Costa Rica | 1976 |
| Primera División     | Saprissa   | Costa Rica | 1977 |

### Títulos internacionales
| Título                           | Equipo   | País     | Año  |
| -------------------------------- | -------- | -------- | ---- |
| Copa Fraternidad Centroamericana | Saprissa | San José | 1972 |
| Copa Fraternidad Centroamericana | Saprissa | San José | 1973 |
| Copa Fraternidad Centroamericana | Saprissa | San José | 1978 |